# Passaporte peruano
O passaporte peruano é emitido para os cidadãos do Peru para viajar para fora do país por DIGEMIN, o órgão peruano de imigração e naturalização.

## Aparência física
Os passaportes peruano são de cor borgonha, com o brasão de armas do Peru estampada na capa. As palavras "COMUNIDAD ANDINA" (Comunidade andina, em português) e "REPÚBLICA DEL PERÚ" (República do Peru, em português) estão inscritos acima do brasão de armas. Abaixo do brasão de armas, as palavras "PASAPORTE" e "PASSPORT" são visíveis.

## Exigência de visto para os cidadãos peruanos
Um mínimo de 86 países e territórios concedem visto na entrada para portadores do passaporte peruano, e 36 deles são vistos de acesso gratuito.

## Links externas
- Ministério das Relações Exteriores do Peru (em espanhol)